# رينيه كابريرا
رينيه كابريرا (بالإسبانية: René Cabrera)‏ (16 أبريل 1998 بباراغواي - ) هو مدرب كرة قدم ولاعب كرة قدم باراغواياني في مركز الهجوم. شارك مع منتخب باراغواي تحت 17 سنة لكرة القدم. أما مع النوادي، فقد لعب مع ناسيونال أسونسيون.

## وصلات خارجية
- رينيه كابريرا على موقع Soccerway.com (الإنجليزية)